# 小行星74509
小行星74509（74509 Gillett）是一颗绕太阳运转的小行星，为主小行星带小行星。该小行星于1999年3月22日发现。
該小行星以美國天文學家佛瑞德·吉勒特命名。

## 轨道参数
小行星74509的轨道半长轴为3.1131704 UA，离心率为0.135。